# Kesslers lijster
De Kesslers lijster (Turdus kessleri) is een zangvogel uit de familie lijsters (Turdidae).

## Verspreiding en leefgebied
Deze soort komt voor in China, Bhutan, India en Nepal.